# Brice Hortefeux

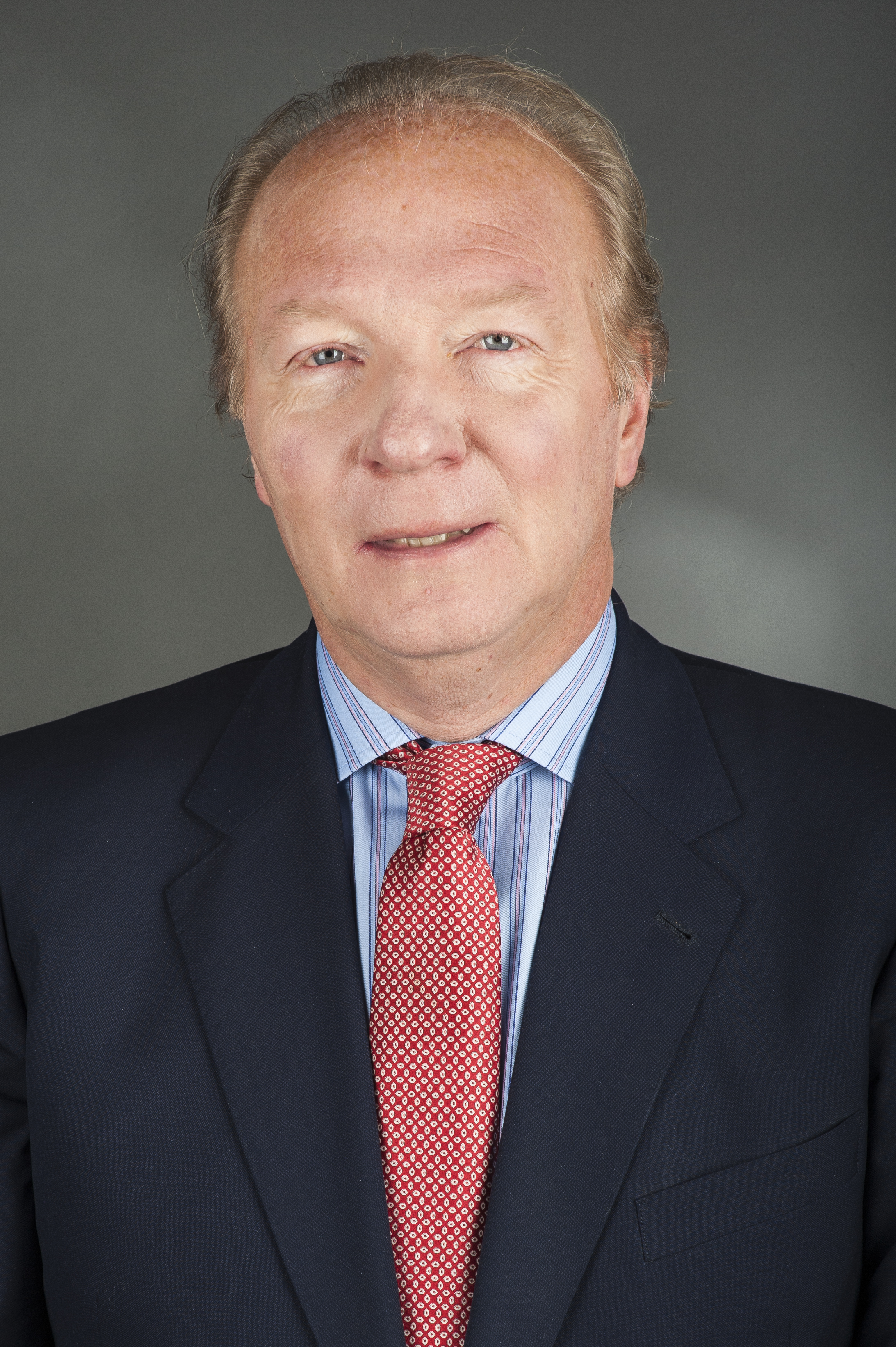
Brice Hortefeux, 2014

Brice Hortefeux (Aussprache: [bʁis ɔʁtəfø] * 11. Mai 1958 in Neuilly-sur-Seine, Département Hauts-de-Seine) ist ein französischer Politiker (RPR, UMP, LR). Er war von 1999 bis 2005 und ist erneut seit 2011 Mitglied des Europäischen Parlaments. Während der Präsidentschaft Nicolas Sarkozys war er Minister für Immigration und Integration (2007–2009), Arbeit (2009) und Inneres (2009–2011).

## Herkunft, Ausbildung und Beruf
Hortefeux wurde als Sohn eines Bankiers und einer Geschichtslehrerin in dem Pariser Vorort Neuilly-sur-Seine geboren. Er studierte Jura an der Universität Paris-Nanterre (Paris X), schloss 1982 mit einer Licence in Privatrecht und 1984 mit einer Maîtrise im Öffentlichen Recht ab. Das Institut d’études politiques de Paris (IEP) in Paris verließ er 1986 ohne Diplom, als er die Zugangsprüfung für die staatliche Verwaltungslaufbahn eines Administrateur territorial erfolgreich passiert hatte.
Von 1986 bis 1993 war er als Staatsbeamter tätig, von 1993 bis 1995 war er Büroleiter beim damaligen Haushaltsminister Nicolas Sarkozy. Anschließend wurde er zum Präfekt „im Auftrag für den öffentlichen Dienst“ (chargé d'une mission de service public) ernannt, d. h., er hatte den Status und bezog das Gehalt eines Präfekten, ohne einen entsprechenden Posten innezuhaben. Von 1998 bis 1999 war er leitender Beamter im Büro des Senatspräsidenten Christian Poncelet.

## Politische Laufbahn

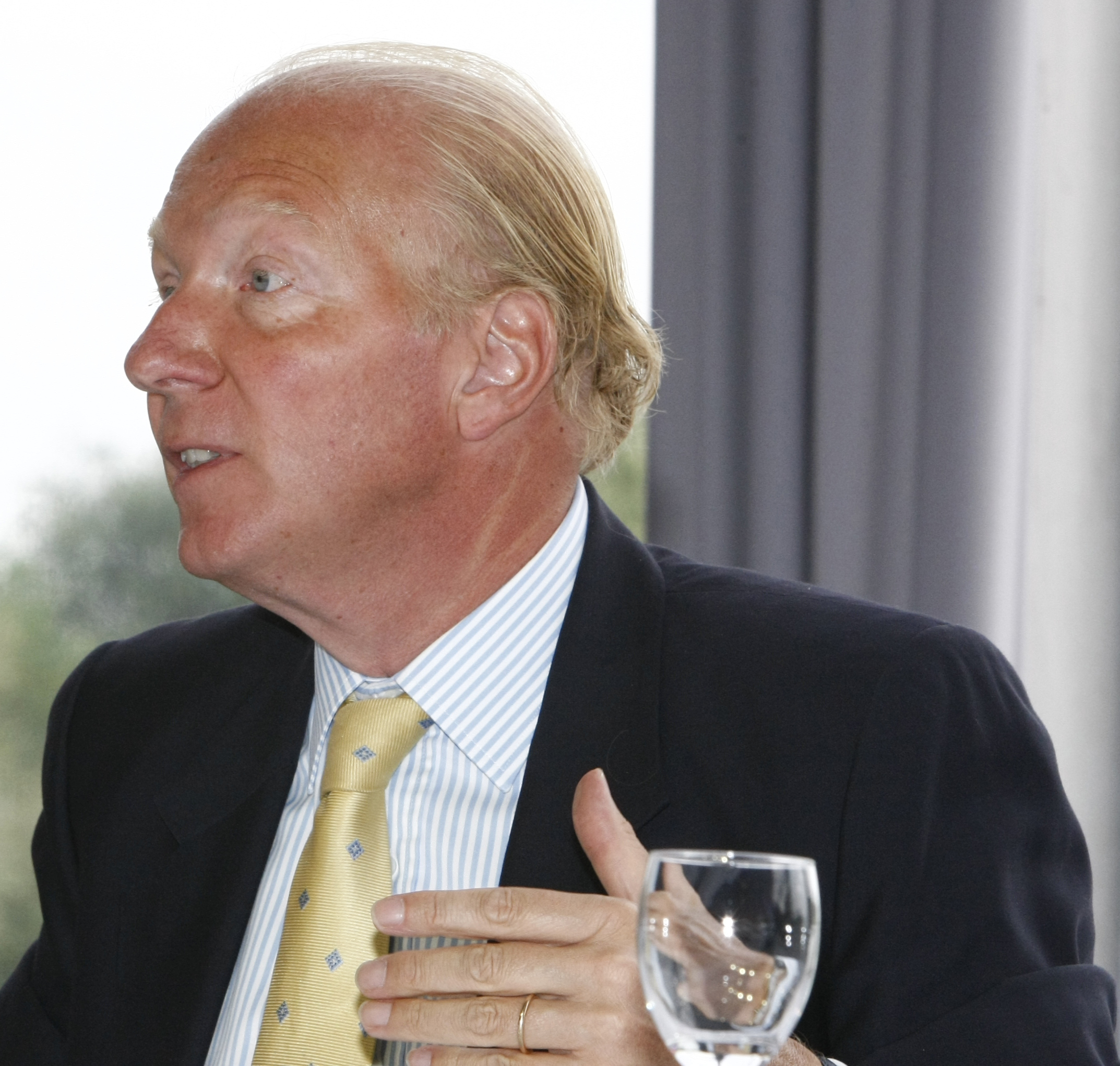
Hortefeux im Jahr 2008

### Partei
Hortefeux engagierte sich bei der Jugendorganisation der gaullistischen Rassemblement pour la République (RPR) und machte 1981 Wahlkampf für Jacques Chirac. Von 1991 bis 2001 war er Sekretär der RPR im Département Puy-de-Dôme. Ab 1998 gehörte er dem nationalen Vorstand der RPR an. Diese ging 2002 in der Mitte-rechts-Sammelpartei Union pour un mouvement populaire (UMP) auf. In dieser übernahm Hortefeux den Vorsitz im Département Puy-de-Dôme und wurde 2004 stellvertretender Generalsekretär der Gesamtpartei. 2007 gehörte er zur Interims-Parteiführung, als Sarkozy nach seiner Wahl zum Staatspräsidenten den Parteivorsitz niederlegte. 2008–2009 war Hortefeux Sekretär der UMP für die Vorbereitung der Wahlen. Von Januar 2013 bis Juni 2014 war Hortefeux stellvertretender Parteivorsitzender der UMP. Diese benannte sich 2015 in Les Républicains um.

### Regionalpolitik
1992 wurde er in den Regionalrat der Auvergne gewählt, wo er von 1998 bis 2004 als Vorsitzender der Budgetkommission amtierte. Er gehörte dem Regionalrat bis Ende 2015 an, als die Auvergne mit der Region Rhône-Alpes fusioniert wurde. Seit Anfang 2016 ist Hortefeux Vizepräsident des Regionalrats der neuen Region Auvergne-Rhône-Alpes (unter dem Präsidenten Laurent Wauquiez).

### Europäisches Parlament
Im September 1999 zog er als Nachrücker für Nicolas Sarkozy in das Europäische Parlament ein, der sein bei der Europawahl im Juni 1999 gewonnenes Mandat schon nach wenigen Monaten wieder abgab. Hortefeux schloss sich der konservativen EVP-ED-Fraktion an. Er gehörte 1999–2001 dem Haushaltsausschuss, anschließend bis 2005 dem Ausschuss für Wirtschaft und Währung an. Zudem war er 1999–2004 Delegierter für die Beziehungen zu den Ländern Südasiens und der Südasiatischen Vereinigung für Regionale Kooperation (SAARC). Auch bei der Europawahl 2004 wurde Hortefeux ins Europäische Parlament gewählt. Nachdem er im Juni 2005 als stellvertretender Minister für die Territorialverwaltung ins Innenministerium eintrat, legte er sein Mandat als Europaparlamentarier nieder.
Bei der Europawahl in Frankreich 2009 gewann Hortefeux erneut einen Sitz im Europäischen Parlament, trat das Mandat jedoch zunächst nicht an, um weiter in der französischen Regierung zu bleiben. An seiner Stelle übernahm Catherine Soullie den Sitz. Nach Hortefeux' Ausscheiden aus dem französischen Kabinett erklärte jedoch Soullie ihren Verzicht auf das Mandat, sodass Hortefeux am 24. März 2011 wiederum als Nachrücker in das Parlament einzog. Dort war er in der Legislaturperiode bis 2014 Mitglied im Ausschuss für regionale Entwicklung.
Nach seiner Wiederwahl 2014 gehörte er dem Ausschuss für bürgerliche Freiheiten, Justiz und Inneres an und war Delegierter für die Beziehungen zu den Maghreb-Ländern und der Union des Arabischen Maghreb sowie in der Parlamentarischen Versammlung der Union für den Mittelmeerraum. Bei der Europawahl 2019 wurde er für eine weitere Legislaturperiode bestätigt und gehört seither dem Ausschuss für konstitutionelle Fragen an.

### Nationale Politik

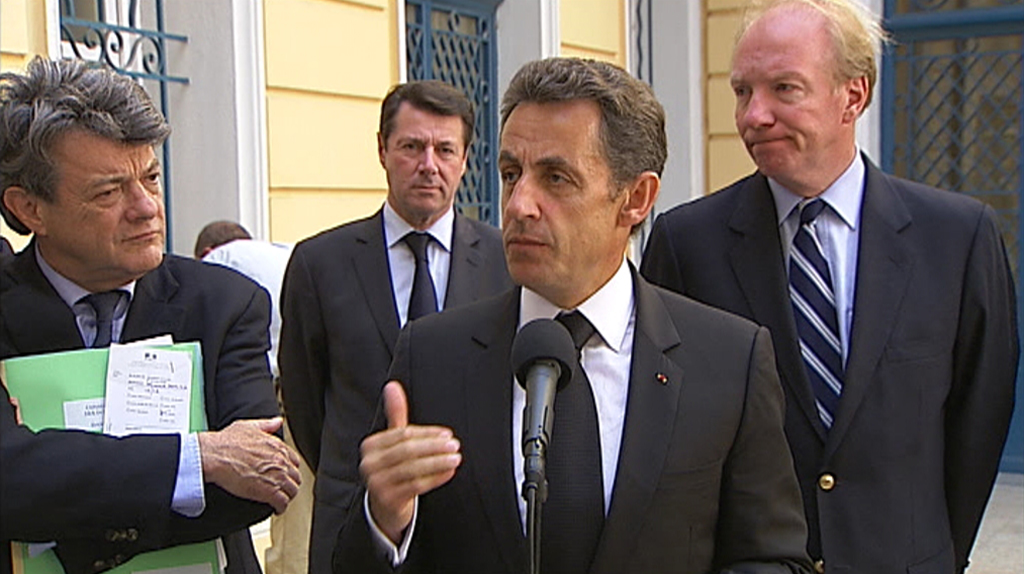
Innenminister Hortefeux (rechts) mit Umweltminister Jean-Louis Borloo, Industrieminister Christian Estrosi und Staatspräsident Nicolas Sarkozy (2010)

Im Kabinett de Villepin war Hortefeux ab dem 2. Juni 2005 beigeordneten Minister im Innenministerium (das von Nicolas Sarkozy geleitet wurde), mit Zuständigkeit für Gebietskörperschaften. Nach der Wahl Sarkozys zum Staatspräsidenten wurde Hortefeux im Mai 2007 zum Minister für Einwanderung, Integration, nationale Identität und Entwicklungshilfe ernannt. Dieses Ministerium wurde in der Regierung von Premierminister François Fillon neu geschaffen.
Ab dem 15. Januar 2009 war Hortefeux Minister für Arbeit, Soziale Beziehungen, Familie, Solidarität und für Stadtpolitik im Kabinett Fillon II und wechselte am 23. Juni 2009 bei einer Kabinettsumbildung an die Spitze des Innenministeriums. Das Einwanderungsministerium wurde im November 2010 wieder aufgelöst und diese Zuständigkeit Hortefeux’ Innenministerium hinzugefügt. Bei einer erneuten Kabinettsumbildung am 27. Februar 2011 schied er aus der Regierung aus.

## Kontroversen
Während des Sommercamps 2009 der UMP in Seignosse erklärte Hortefeux gegenüber einem jungen Parteimitglied maghrebinischer Herkunft, dieser entspreche nicht dem „Prototyp“. Er fügte hinzu, dass die Anwesenheit eines solchen Menschen nicht schlimm sei, es jedoch zu Problemen komme, wenn es viele seien („Quand il y en a un, ça va. C'est quand il y en a beaucoup qu'il y a des problèmes.“). Vom Innenminister unbemerkt, wurde diese Aussage durch ein Filmteam festgehalten und das Video auf der Internetseite der Tageszeitung Le Monde veröffentlicht. Hortefeux versuchte mehrmals den aufkommenden Rassismus-Vorwürfen entgegenzuwirken, indem er letztendlich behauptete, er habe sich nicht auf die ethnische Herkunft der Person bezogen und die Bemerkung richtete sich scherzhaft gegen die Bewohner der Auvergne. Dennoch verurteilte ihn ein französisches Gericht am 4. Juni 2010 wegen rassistischer Beleidigung (injure raciale) zu einer Geldstrafe von 750 Euro. Nie zuvor wurde ein Minister der Fünften Republik wegen dieses Tatbestands verurteilt.

## Privates
Seit 1976 gehört Brice Hortefeux zu den engsten Vertrauten Nicolas Sarkozys. So trat er unter anderem als Trauzeuge bei Sarkozys erster Heirat und als Taufpate einer seiner Söhne auf. In der französischen Presse wurde ihm das Attribut „le porte-flingue“ (Büchsenspanner) von Nicolas Sarkozy verliehen.

## Werke
- Mit André Levôtre: Jardin à la française - Plaidoyer pour une république de proximité. Paris 2003.